# Giovanni Arrighi
Giovanni Arrighi (né le 7 juillet 1937 à Milan et mort le 19 juin 2009 à Baltimore, dans le Maryland, aux États-Unis) est un économiste et sociologue italien contemporain qui s’occupait d’économie politique. À partir de 1998, il est professeur de sociologie à l'université Johns-Hopkins de Baltimore. Ses travaux ont été traduits dans plus de quinze langues.

## Biographie
Giovanni Arrighi est né en Italie le 7 juillet 1937. Il est docteur en économie de  l'université Bocconi de Milan en 1960. Après quelques années d’enseignement en Italie, il est parti en Afrique en 1963, où il a d’abord enseigné à l'université de Rhodésie - Zimbabwe, et ensuite à l'université de Dar es Salaam. Lors de ces années, il a conduit des recherches sur le développement de l’Afrique, et enquêté sur la manière dont l’offre de travail et la résistance des travailleurs ont influencé le développement du colonialisme et des mouvements nationaux de libération.  Toujours en Afrique, il rencontra Immanuel Wallerstein, avec lequel il a ensuite collaboré sur divers projets de recherche. De retour en Italie en 1969, G.Arrighi a créé en 1971  avec d’autres le groupe Gramsci. En 1979 il a rejoint Immanuel Wallerstein et Terence Hopkins comme professeur de sociologie au Centre Fernand Braudel pour l’étude des économies, des systèmes historiques et des civilisations de la State University of New York Binghamton. À cette époque, le Centre Fernand Braudel était le principal centre d’analyse des systèmes mondiaux et attirait des chercheurs de tous les pays.

## La pensée
Ces quelques phrases tirées de sa biographie résument l’essence de sa pensée : 
« Pourquoi le fossé de revenus entre les pays riches et les pauvres est-il demeuré constant durant les cinquante dernières années malgré la réduction considérable de l’écart en termes d’industrialisation et de modernisation ? Pourquoi le bien-être de population de même  niveau de richesse ou de pauvreté varie-t-il de façon significative ? Pourquoi la possibilité de monter ou de descendre dans la hiérarchie globale des richesses varie-t-elle considérablement dans l’histoire et l’espace géographique ? »
Pour trouver des réponses à ces questions, Arrighi utilise diverses approches qui combinent des méthodes quantitatives et qualitatives d’analyse ainsi que différentes échelles temporelles et spatiales d’analyse. Au niveau systémique (global), il prête beaucoup d’attention à l’impact que les changements dans les modalités du gouvernement global et de la formation  du marché mondial ont dans le développement de différents pays et régions. Au niveau sous-systémique, il a cherché à expliquer  pourquoi l’Asie centrale a été la région qui a le plus gagné de terrain dans la hiérarchie mondiale des richesses. Il s’est cependant également concentré sur des régions qui ont perdu du terrain de façon importante, en particulier l'Afrique sub-saharienne. À l’aide de ce type d’analyses systémiques et sous-systémiques Arrighi espère identifier quels types de stratégie ont le plus de chance de neutraliser les effets négatifs des tendances à la polarisation du capitalisme global sur le bien-être.
Parmi ses penseurs de référence, outre  Fernand Braudel, on peut citer Karl Polanyi, sur lequel il a écrit avec B.J. Silver : Polanyi’s « Double Movement » : The Belles Epoques of British and US Hegemony Compared. Politics and Society 31: 2 (2003). [Le « Double mouvement » de Polanyi : les Belles Époques des hégémonies anglaise et américaine comparées]

### Traduction en français
- Adam Smith à Pékin : Les promesses de la voie chinoise [« Adam Smith in Beijing: Lineages of the Twenty-First Century »]  (trad. de l'anglais), Paris, Max Milo, 2009, 512 p. (ISBN 978-2-35341-058-3)